# Mate Parlov
Mate Parlov est un boxeur yougoslave d'origine croate né le 16 novembre 1948 à Split et mort le 29 juillet 2008 à Pula.

## Carrière
Il remporte la médaille d'or aux Jeux olympiques d'été de 1972 dans la catégorie mi-lourds (-81 kg) pour la Yougoslavie et devient le 1er champion du monde amateur dans cette catégorie deux ans plus tard à La Havane. 
Également deux fois champion d'Europe amateur en 1971 et 1973, Parlov passe professionnel en 1975 et s'empare du titre européen EBU le 10 juillet 1976 aux dépens du boxeur italien Domenico Adinolfi puis du titre mondial WBC le 7 janvier 1978 en battant par KO à la 9e reprise Miguel Angel Cuello. Il cède cette ceinture WBC lors de sa seconde défense face à Marvin Johnson le 2 décembre 1978 et échoue par deux fois contre Marvin Camel dans sa tentative de décrocher le titre WBC dans la catégorie lourd légers.
Élu sportif croate du XXe siècle, il meurt des suites d'un cancer du poumon en 2008.